# KM Malta Airlines
KM Malta Airlines è la compagnia aerea di bandiera di Malta, di proprietà del governo; il 31 marzo 2024 ha rimpiazzato la precedente Air Malta. Serve varie destinazioni in Europa dal suo hub presso l'Aeroporto Internazionale di Luqa.

## Storia

### Origini
Air Malta ha avuto problemi finanziari fin dalla sua creazione nel 1973, cosa che ha portato alla sua scomparsa. Prima della sua chiusura, Air Malta ha registrato una perdita di 30 milioni di euro. I regolamenti dell'Unione Europea impediscono alle compagnie di ricevere aiuti dallo stato più di una volta nell'arco di 10 anni. La compagnia ha richiesto e ricevuto un aiuto da parte dello stato nel 2012 ed ha richiesto nuovamente gli aiuti nel 2021 a seguito degli effetti della pandemia di COVID-19.
Nell'agosto 2022, il governo ha annunciato che avrebbe sciolto Air Malta nel caso in cui l'Unione Europea avesse negato ulteriori aiuti di Stato alla compagnia aerea. La decisione sul futuro della compagnia aerea fu quindi rinviata alla fine del 2022; tuttavia, le rotte e le frequenze furono oggetto di ampi tagli entro l'ottobre 2022, compresa la cessazione di diverse tratte.
Nell'aprile 2023, l'Unione Europea ha annunciato che non avrebbe permesso al governo maltese di versare 290 milioni di euro di aiuti di Stato alla compagnia aerea. Così nell'ottobre di quell'anno, il governo ha annunciato che Air Malta avrebbe cessato le operazioni alla fine di marzo 2024 per essere sostituita da una nuova compagnia, KM Malta Airlines, eludendo così le norme UE sugli aiuti di Stato.

### Il lancio e l'inizio delle attività
Durante una conferenza stampa nell'ottobre 2023, Robert Abela, primo ministro di Malta, ha dichiarato che la nuova KM Malta Airlines ricapitalizzata avrebbe mantenuto l'attuale flotta di Air Malta, composta da otto velivoli Airbus A320, anche se l'Unione Europea inizialmente voleva una riduzione. La mappa iniziale delle rotte prevedeva voli da Malta verso 17 aeroporti di 15 città europee chiave: Amsterdam (AMS), Berlino (BER), Bruxelles (BRU), Catania (CTA), Dusseldorf (DUS), Londra (LGW e LHR), Lione (LYS), Madrid (MAD), Milano (LIN), Monaco di Baviera (MUC), Parigi (CDG e ORY), Praga (PRG), Roma (FCO), Vienna (VIE) e Zurigo (ZRH). Air Malta ha operato verso 37 destinazioni fino al 2019.
Fu anche annunciato che la nuova compagnia aerea avrebbe assunto circa 390 dipendenti e avrebbe eliminato gradualmente i programmi di pensionamento anticipato di Air Malta entro i successivi quattro anni. I rimborsi sono stati offerti a partire dal 1º novembre 2023 per coloro che avevano prenotato voli Air Malta oltre il 30 marzo. Le prenotazioni per i voli con la nuova compagnia aerea dopo il 31 marzo sono state possibili, infatti, solo dopo il 1º dicembre 2023.
Sebbene la compagnia avesse in programma di volare con il marchio Air Malta, il governo non è stato in grado di mantenere la promessa di poterlo fare al momento del lancio, poiché la procedura di appalto non era ancora stata avviata quando la compagnia aerea ha iniziato a volare. La nuova compagnia aerea sarebbe stata in grado di affittare il marchio Air Malta dal governo dopo una procedura di appalto, in modo che i suoi aeromobili potessero volare con il marchio Air Malta e la livrea degli aeromobili continuasse a incorporare la Croce di Malta. Il ministro delle Finanze di Malta, Clyde Caruana, ha annunciato che quando la nuova compagnia aerea sarà finanziariamente stabile e produrrà profitti, il governo inizierà il processo di ricerca di una parziale privatizzazione della compagnia aerea, con il governo che rimarrà come azionista di maggioranza.
Il giorno del lancio di KM Malta Airlines, il giornale Illum ha riportato che ai candidati per le posizioni di equipaggio di cabina non era più richiesta la conoscenza del maltese. Questo ha scatenato l'indignazione del Partito Nazionalista e di altri politici. Il Primo Ministro Robert Abela è stato interpellato su questa controversia durante una conferenza stampa e ha dichiarato che si aspetta che l'equipaggio di cabina parli il maltese e che sarebbe stato aggiunto come prerequisito.

## Destinazioni
Alla data di luglio 2024, KM Malta Airlines vola verso le seguenti destinazioni:
| Stato       | Città             | Aeroporto                             | Note |
| ----------- | ----------------- | ------------------------------------- | ---- |
| Austria     | Vienna            | Aeroporto di Vienna-Schwechat         |      |
| Belgio      | Bruxelles         | Aeroporto di Bruxelles-National       |      |
| Cechia      | Praga             | Aeroporto di Praga-Ruzyně             |      |
| Francia     | Lione             | Aeroporto di Lione Saint Exupéry      |      |
| Francia     | Parigi            | Aeroporto di Parigi Charles de Gaulle |      |
| Francia     | Parigi            | Aeroporto di Parigi Orly              |      |
| Germania    | Berlino           | Aeroporto di Berlino-Brandeburgo      |      |
| Germania    | Düsseldorf        | Aeroporto di Düsseldorf               |      |
| Germania    | Monaco di Baviera | Aeroporto di Monaco di Baviera        |      |
| Italia      | Catania           | Aeroporto di Catania-Fontanarossa     |      |
| Italia      | Milano            | Aeroporto di Milano-Linate            |      |
| Italia      | Roma              | Aeroporto di Roma-Fiumicino           |      |
| Malta       | Luqa              | Aeroporto Internazionale di Luqa      | Hub  |
| Paesi Bassi | Amsterdam         | Aeroporto di Amsterdam-Schiphol       |      |
| Regno Unito | Londra            | Aeroporto di Londra-Gatwick           |      |
| Regno Unito | Londra            | Aeroporto di Londra-Heathrow          |      |
| Spagna      | Madrid            | Aeroporto di Madrid-Barajas           |      |
| Svizzera    | Zurigo            | Aeroporto di Zurigo                   |      |

### Accordi commerciali
KM Malta Airlines ha accordi di codeshare con le seguenti compagnie:
- airBaltic[24]
- Air France[25]
- Austrian Airlines[26][27]
- Brussels Airlines[26][27]
- ITA Airways[28][29]
- KLM[30]
- Lufthansa[26][27]
- Swiss International Air Lines[26][27]
- Turkish Airlines[31]

## Flotta

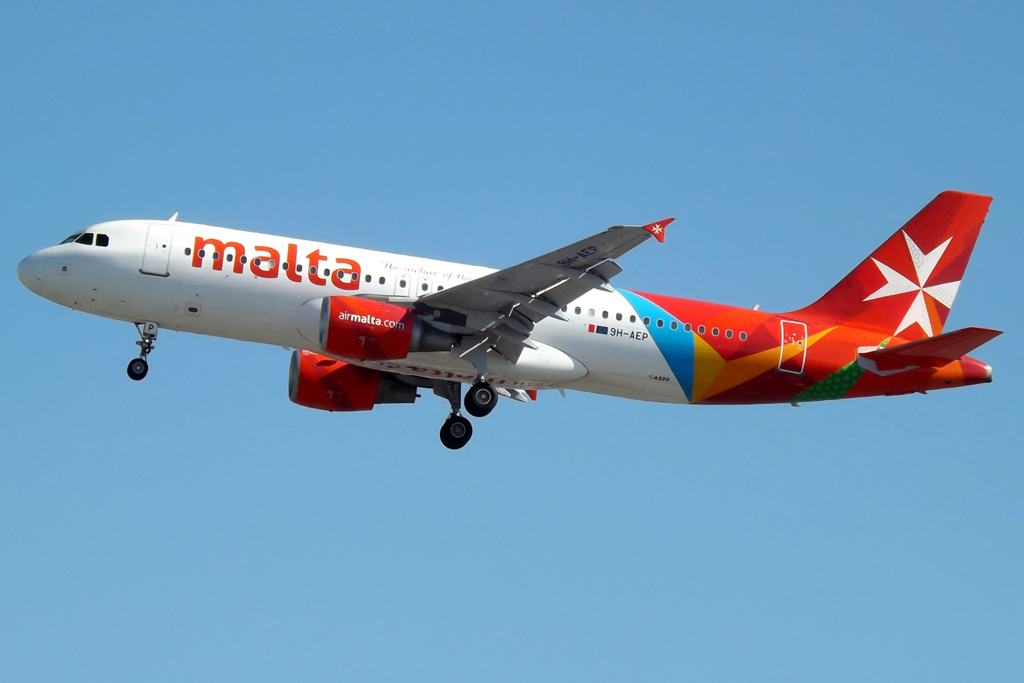
Un Airbus A320 della compagnia, acquisito da Air Malta

A luglio 2024, la flotta KM Malta Airlines è composta dai seguenti velivoli: